# 布德特峰
布德特峰（英語：Boudette Peaks）是南極洲的山峰，位於瑪麗伯德地，處於拉夫里斯峰西南面2公里，屬於執委山脈的一部分，美國地質調查局根據測量和美國海軍拍攝的空中照片繪入地圖，現時由南極條約體系管理。